# Pfarrhof (Merkershausen)

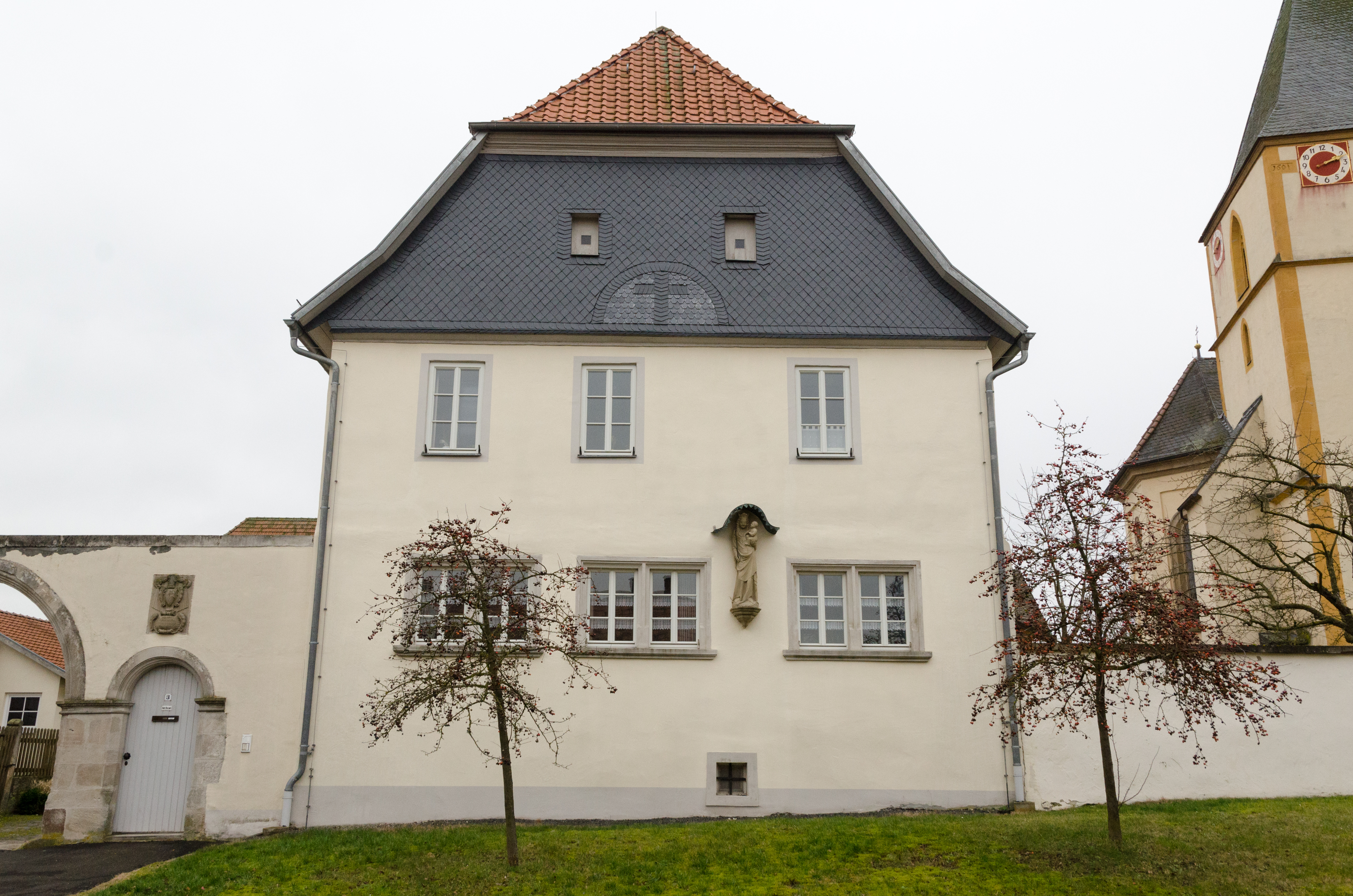
Pfarrhaus in Merkershausen

Das Pfarrhaus in Merkershausen, einem Stadtteil von Bad Königshofen im Grabfeld, wurde im Jahr 1584 errichtet. Das Obergeschoss entstand im Jahr 1773. Das Pfarrhaus wurde in den letzten Jahren noch zeitweise als solches genutzt. Zeitweise stand es leer. Das Haus in der Oberen Gasse 3 ist ein geschütztes Baudenkmal.
Das massive Erdgeschoss des zweigeschossigen Gebäudes mit Halbwalmdach besitzt Renaissancefenster. An der Nordwand ist eine Sandsteinmadonna aus der Zeit um 1350 angebracht. Auf dem Anwesen befinden sich weiterhin ein Nebengebäude aus dem 18. Jahrhundert und ein Hoftor mit der Jahreszahl 1680.